# مایکل استروم
مایکل استروم (انگلیسی: Michael Storm؛ زادهٔ ۲۲ اوت ۱۹۵۹) ورزشکار دو و میدانی اهل ایالات متحده آمریکا است.
وی در مسابقات کشوری و بین‌المللی در مجموع برندهٔ ۱ مدال نقره شده‌است.